# Barrett M90
Pour les articles homonymes, voir Barrett et M90.
Le Barrett M90 est un fusil de sniper en bullpup de calibre .50 BMG (12,7 OTAN) utilisé entre 1990 et 1995 aux États-Unis et produit par la société Barrett Firearms Manufacturing.

## Historique et conception
Le M90 s'inspire du Barrett M82, et plus particulièrement de sa version A1, avec laquelle il partage le même canon et une apparence très similaire. Les deux principales différences sont le mécanisme à verrou, préféré au semi-automatique, ce qui permet une plus grande fiabilité et est préféré par certains tireurs. De plus, l'arme était destinée à l'origine au tir sportif, et les restrictions sont moindres concernant les armes manuelles.
La deuxième différence avec le M82 est la conception en bullpup, ce qui signifie que la chambre de tir et le chargeur sont placés en arrière de l'arme, afin d'être plus compact en préservant la longueur du canon.
Comme son prédécesseur, il utilise un frein de bouche pour réduire le recul, détourner les gaz de combustion, et limiter l'élévation de l'arme lors d'un tir rapide. Cependant, comme l'arme est à verrou, l'élévation n'est pas un problème majeur.
L'arme est composée de feuilles d'acier pressées, ce qui augmente la durée de vie des composants et diminue le poids. Cela permet aussi de réduire le nombre de pièces différentes de l'arme, permettant un montage et démontage plus simple, ainsi qu'une plus longue durée de vie.
L'arme est composée de deux parties : la partie supérieure comporte le canon et le rail de visée, alors que la partie inférieure est composée de la poignée et du mécanisme de détente. Ces deux parties sont tenues ensemble par des broches très puissantes qui permettent à l'arme de ne faire qu'un seul ensemble.
De plus, le choix du bullpup, c'est-à-dire le chargeur le plus en arrière possible, permet d'avoir une arme plus compacte, sans diminuer la longueur du canon. Ainsi, la poignée et la détente sont juste en avant du chargeur, lequel se trouve proche de l'épaule, améliorant ainsi la stabilité lors d'un tir.
Le Barrett M90 a un chargeur de 5 balles, ce qui est moins que son prédécesseur le M82A1 ; l'arme a en effet été conçue pour être plus légère. Elle possède également un bipied, afin de permettre une plus grande stabilité et précision lors du tir, mais aussi de diminuer le recul.
Il n'y a pas de mire métallique avec guidon dans cette arme, mais à la place un rail permettant le montage d'une lunette. Par défaut, la lunette fournie est la Leupold M avec un grossissement x10.

## Production
Le Barrett M90 a été fabriqué de 1990 à 1995. Son remplaçant, le Barrett M95, présente des améliorations, comme la position de la détente, ou la chambre de tir.

## Utilisation
Le Barrett M90 n'a pas été conçu pour être une arme d'épaule, mais pour être utilisé posé sur son bipied. L'arme doit être inspectée, afin de vérifier si des débris obstruent le canon ou empêchent le mécanisme de tir de fonctionner correctement. Cependant, le mécanisme à verrou est beaucoup moins sujet à des problèmes qu'en semi-automatique. 
Le recul est élevé, en effet il s'agit d'une arme de gros calibre, utilisée pour le tir de précision et antimatériel, mais il est diminué par le bipied et le frein de bouche.

## Conflits
- L'arme a été utilisée par l'IRA en Irlande durant le temps des troubles.